# 重庆市高级人民法院

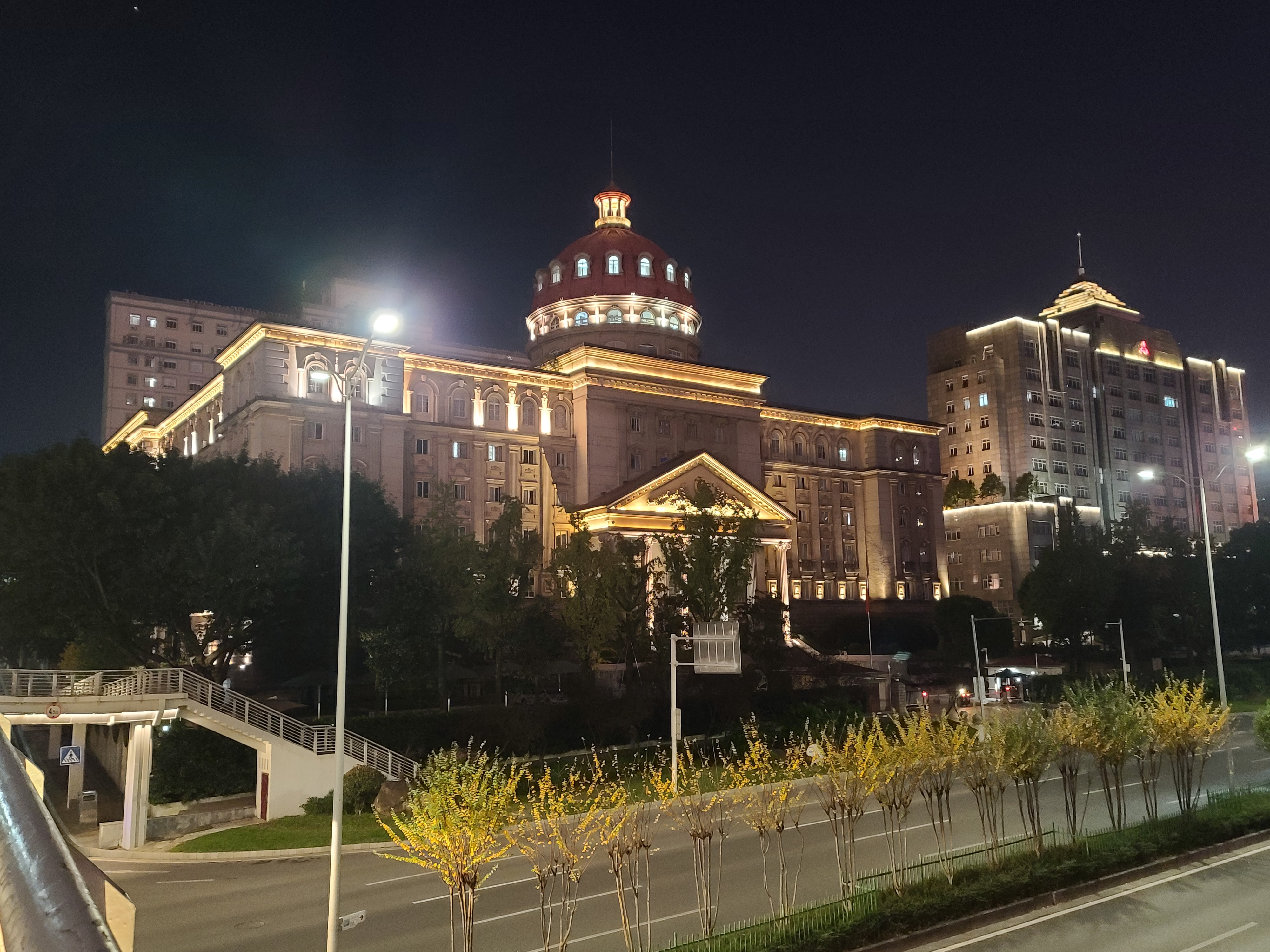
重庆市高级人民法院

重庆市高级人民法院是中華人民共和國重庆市的高级人民法院。

## 机构设置
- 审判委员会

## 历任领导
院长
1. 赵俊如（1997年6月—2001年6月）
2. 张轩（2001年6月—2002年1月，代理；2002年1月—2007年12月）
3. 钱锋（2007年12月—2008年1月，代理；2008年1月—2016年12月）
4. 杨临萍（2017年2月—2018年1月，代理；2018年1月—2020年12月）
5. 李永利（2020年12月—2021年1月，代理；2021年1月—）

副院长

## 对应中级人民法院
- 重庆市第一中级人民法院
- 重庆市第二中级人民法院
- 重庆市第三中级人民法院
- 重庆市第四中级人民法院
- 重庆市第五中级人民法院

## 对应铁路运输基层法院
- 重庆铁路运输法院